# The Cardboard Lover
The Cardboard Lover is een Amerikaanse filmkomedie uit 1928 onder regie van Robert Z. Leonard. Destijds werd de film in Nederland uitgebracht onder de titel De bordpapieren minnaar.

## Verhaal
Tijdens haar verblijf in Monte Carlo maakt Sally kennis met Andre. Hij vraagt haar om te doen alsof ze zijn vriendin is, zodat hij wraak kan nemen op zijn verloofde Simone. Andre weet echter niet dat Sally ook werkelijk verliefd is op hem.

## Rolverdeling
| Acteur             | Personage |
| ------------------ | --------- |
| Marion Davies      | Sally     |
| Jetta Goudal       | Simone    |
| Nils Asther        | Andre     |
| Andrés de Segurola | Bariton   |
| Tenen Holtz        | Argine    |
| Pepi Lederer       | Argine    |